# Кристина Крахелска
Кристина Крахелска (на полски: Krystyna Krahelska) е полска поетеса, етнограф, медицинска сестра, член на Армия Крайова и участничка във Варшавското въстание.

## Биография и творчество
Кристина Крахелска – „Данута“ е родена на 24 март 1914 г. в семейното имение в село Мазурки, на река Шчара близо до Барановичи, Полша, в интелигентско семейство. Баща ѝ е инженер, по-късно офицер от полската армия, войвода в Полесие в периода 1926 – 1932 г., а майка ѝ, Янина Бури, е биолог. От 1928 г. тя е член на Съюза на полските скаути, като в периода 1929 – 1932 г. води група малки участници, а през 1931 г. участва в състава на полската делегация в Събора на славянските скаути в Прага. През 1932 г. завършва гимназия „Ромуалд Траугут“ в Брест. От октомври 1932 г. следва география и история, а след това и етнография във Факултета по хуманитарни науки на Варшавския университет, където се дипломира през 1939 г. с магистърска степен и дипломна работа на тема „Етнографска монография на село Мазурки, Барановицки повят, Новогрудско воеводство“. По време на следването си няколко пъти изпълнява регионални песни в Полското радио във Вилнюс и Варшава.
В периода 1936 – 1937 г. тя позира на скулпторката Людвика Ничова за статуята „Русалка“. Участието ѝ става известно едва след Втората световна война. През септември 1939 г. в обсадената столица работи като част от гражданската защита, а по време на окупацията остава във Варшава, след което работи като лаборант в Държавния институт по земеделие в Пулави. От декември 1939 г. участва в нелегалната дейност на Съюза на въоръжената борба, като става офицер за връзка и куриер за специални задачи в района на Новогруд. Обучава се в санитарната служба и в периода 1943 – 1944 г. работи като медицинска сестра в областната болница във Влодава. Като медицинска сестра отива в партизански части и обучава момичета за санитарки. От май 1944 г. остава в Краков, а от средата на юли 1944 г. отново е във Варшава. По време на Варшавското въстание е назначена като фелдшер към 1108-и взвод на 7-и люблински улански полк на Армия Крайова с псевдоним „Данута“. На 1 август по време на сражение за сградата на пресата, докато спасява ранен колега, е простреляна три пъти в гърдите. Оперирана е във въстаническата болница, но в резултат на нанесените рани умира сутринта на 2 август 1944 г.
Погребана е в градината на къщата на ул. „Полна“ 36. След войната тялото ѝ е ексхумирано и преместено в старото Служевско гробище. Върху надгробната плоча е гравиран първият стих от песента ѝ „Хей, момчета, щик за оръжието“. Посмъртно е произведена във взводен командир на Армия Крайова и е наградена с ордени.
Като поетеса пише стихове и песни от 1928 г. Създава най-известната си песен „Хей, момчета, щик за оръжието“ през януари 1943 г. за войниците от Армия Крайова, станала най-популярната войнишка песен на воюваща Полша и Варшавското въстание. По време на окупацията са известни и изпяти са песните ѝ „Приспивна песен за заровените оръжия“ и „Куявяк партизан“ и стихотворенията ѝ „Полша“, „Молитва“ и „Поема за Тобрук“. След войната са издадени два сборника с нейни стихове и песни: „Тъжна река“ и „Стихове“.

## Произведения
- Smutna rzeka (?)
- Wiersze (1978)
- Nie przyjdę o zmierzchu (2018)[1]